# Puchar Polski (okręg Toruń) w piłce nożnej mężczyzn (2024/2025)
W sezonie 2024/2025 Puchar Polski na szczeblu okręgowym w okręgu Toruń składał się z 5 rund, w których wzięły udział zespoły z okręgu toruńskiego.  Rozgrywki miały na celu wyłonienie zdobywcy Okręgowego Pucharu Polski w okręgu Toruń i uczestnictwo w rozgrywkach szczebla regionalnego województwa kujawsko-pomorskiego w sezonie 2024/2025. 

## Zwycięzcy
Zwycięzcami pucharu została drużyna:
- Sparta Brodnica
- Unia Wąbrzeźno
- Drwęca Golub-Dobrzyń

## I runda
Wisła Nowe – wolny los
| Gospodarz                 | Wynik        | Gość                       |
| ------------------------- | ------------ | -------------------------- |
| Start Toruń               | 0:7          | Victoria Lisewo            |
| Sokół Grzywna             | 5:0          | Sparta II Brodnica         |
| Orzeł Głogowo             | 4:0          | Pomowiec Kijewo Królewskie |
| GKS Górsk                 | 2:2 (k. 3-5) | Pogrom Zbójno              |
| Kasztelan Papowo Biskupie | 0:4          | Piast Łasin                |
| Pomorzanka Wąbrzeźno      | 0:6          | Drwęca Golub-Dobrzyń       |
| Flisak Złotoria           | 8:2          | Stal Grudziądz             |

## II runda
| Gospodarz            | Wynik | Gość            |
| -------------------- | ----- | --------------- |
| Sokół Grzywna        | 2:4   | Flisak Złotoria |
| Drwęca Golub-Dobrzyń | 4:1   | Victoria Lisewo |
| Orzeł Głogowo        | 0:2   | Piast Łasin     |
| Wisła Nowe           | 1:2   | Pogrom Zbójno   |

## III runda
| Gospodarz                  | Wynik        | Gość                        |
| -------------------------- | ------------ | --------------------------- |
| Pomorzanin Toruń           | 0:3          | Legia Chełmża               |
| Pogrom Zbójno              | 1:2          | Cyklon Kończewice           |
| Promień Kowalewo Pomorskie | 3:0 (wo.)    | Chełminianka Chełmno        |
| Sparta Brodnica            | 1:1 (k. 4:2) | Mustang Ostaszewo           |
| Piast Łasin                | 2:0          | Sokół Radomin               |
| Flisak Złotoria            | 1:2          | Unia Wąbrzeźno              |
| Drwęca Golub-Dobrzyń       | 1:0          | Olimpia II Grudziądz        |
| Victoria Czernikowo        | 2:4          | Naprzód Jabłonowo Pomorskie |

## IV runda
| Gospodarz                   | Wynik     | Gość                       |
| --------------------------- | --------- | -------------------------- |
| Piast Łasin                 | 4:3       | Promień Kowalewo Pomorskie |
| Drwęca Golub-Dobrzyń        | 3:0 (wo.) | Cyklon Kończewice          |
| Naprzód Jabłonowo Pomorskie | 0:1       | Unia Wąbrzeźno             |
| Legia Chełmża               | 0:3       | Sparta Brodnica            |

## V runda
Drwęca Golub-Dobrzyń, Unia Wąbrzeźno – wolny los
| Gospodarz   | Wynik        | Gość            |
| ----------- | ------------ | --------------- |
| Piast Łasin | 2:2 (k. 1:3) | Sparta Brodnica |